# Маас (річка)
Маас, Мез (нід. Maas, фр. Meuse, валлон. Moûze, лімб. Maos чи Maas) — велика європейська річка, що бере свої витоки в Шампані у Франції, відтак протікає через Бельгію та Нідерланди та впадає в Північне море, формуючи з Рейном і Шельдою спільну дельту Рейну-Маасу-Шельди. Довжина 925 км, площа басейну 36 тис. км².
На річці розташовано ГЕС Літ/Алфен.

## Історія
1301 року верхів'я Маасу стало приблизно позначати західний кордон Священної Римської імперії з Французьким королівством, після того, як граф Генріх III Барський отримав західну частину Барського графства (фр. Barrois mouvant) як французьке феодальне володіння з рук короля Філіпа IV Вродливого. Кордон залишався сталим до загарблення Трьох єпископств Мец, Туль і Верден королем Генріхом II 1552 року та захоплення Лотаринзького герцогства військами короля Людовіка XIII 1633 року. Його нижня бельгійська (валлонська) частина, нині знана як sillon industriel, стала першою повністю промислово розвиненою областю у континентальній Європі.

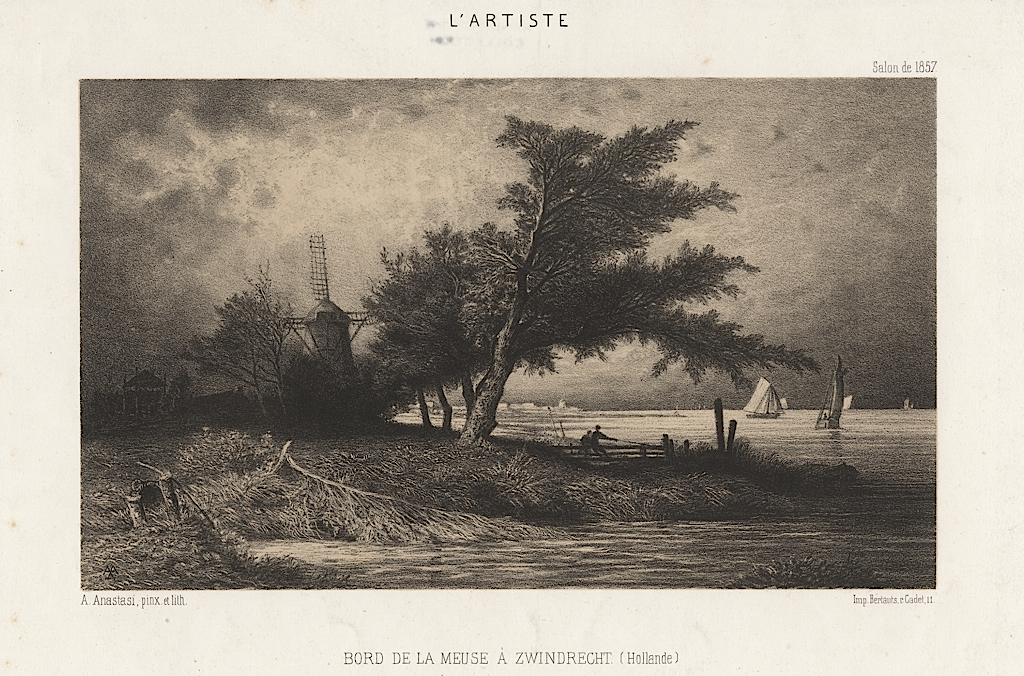
Огюст Поль Шарль Анастазі, «Берег Маасу у Звіндрехті (Голландія)», бл. 1857 р., літографія, [https://www.nga.gov/research/library/imagecollections.html Відділ колекцій зображень, Бібліотека Національної галереї мистецтв, Вашингтон, округ Колумбія, США

Нинішній головний рукав Афґедамде-Маас створився в пізньому середньовіччі, коли сильна повінь з'єднала Маас і Мерведе у місті Ваудрігем. Колишня головна гілка Маасу згодом замулилася і сьогодні називається Ауде-Маас'є. Наприкінці 19-го і на початку 20-го століття сполучення між Маасом і Рейном було перекрито, і для Маасу вирили новий канал — Берґсе-Маас. Отримане розділення річок Рейн і Маас зменшило ризик повеней і вважалося найбільшим досягненням нідерландської гідротехніки аж до завершення проєктів зведення дамб «Зейдерзе» і «Дельта». Колишній головний рукав після побудови дамби на його південному вході 1904 року було перейменовано в Афґедамде-Маас, що більше не живиться водами Маасу.
Маас і його переправи були ключовою метою нацистського війська у Французької кампанії в травні 1940 року (Битва за Седан) і передостаннього великого контрнаступу Третього рейху на Західноєвропейському фронті, у битві за Арденни в грудні 1944 року та січні 1945 року.
Маас представлено у документальному фільмі «Люди річки» (англ. The River People), який створив 2012 року французький фотограф і режисер Ксав'єр Істас.
У липні 2021 року басейн Маасу був одним із багатьох регіонів Європи, які зазнали катастрофічних повеней під час європейських повеней 2021 року.
Морського плазуна крейдової доби Мозазавра названо на честь річки Маас. Перші його скам'янілості виявили поза Маастрихту 1780 року.

## Етимологія
Французька назва річки Meuse походить від латинської назви Mosa, яка своєю чергою походить від кельтської або пракельтської назви *Mosā. Слово, ймовірно, є коґнатом до англійського maze («лабіринт»), застосовуване до поворотів річок.
Нідерландська назва Maas походить від середньонідерландського Mase, яке походить від передбачуваної, але непідтвердженої старонідерландської форми *Masa, від прагерманського *Masō. Сучасні нідерландське й німецьке Maas та лімбурзьке Maos зберігають цю германську форму. Незважаючи на подібність, германська назва, імовірно, не походить від кельтської, судячи з властивої для германських мов зміни раннішого o на a.

## Географія

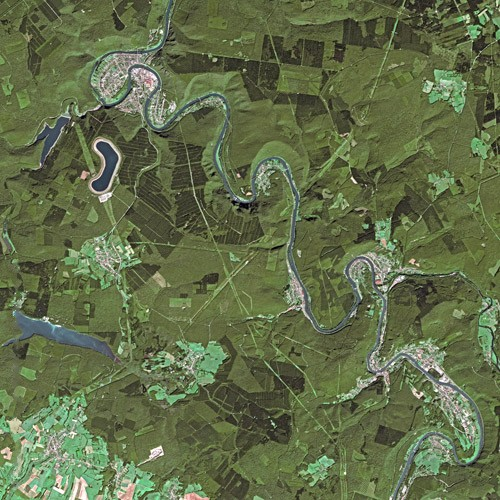
Вид на Маас із супутника SPOT. Поселення в правому нижньому кутку світлини — Боньї-сюр-Мез, у лівому верхньому кутку — Ревен.

Річка бере початок в Пуї-ан-Басіньї (фр. Pouilly-en-Bassigny), комуні Ле-Шатле-сюр-Мез на плато Ланґр у Франції, тече на північ до Седана і Шарлевіль-Мезьєра, потім тече територією Бельгії.
У Намюрі до річки вливається Самбр. За Намюром Маас петляє на схід, огинає Арденни і проходить повз Льєжа, перш ніж повернути на північ. Потім річка становить частину бельгійсько-нідерландського кордону, окрім відрізку, де в Маастрихті смуга кордон виходить далі суходолом на захід. У Нідерландах вона продовжується на північ через Венло неподалік кордону з Німеччиною, потім повертає на захід, де проходить паралельно річки Вааль й утворює частину великої дельти Рейну-Маасу-Шельди разом із власне Шельдою на півдні та Рейном на півночі. Річку було розгалужено коло Хесдена на Афґедамде-Маас праворуч і Берґсе-Маас ліворуч. Остання під назвою Амер протікає крізь національний парк Де-Бісбос. Афґедамде-Маас вливається до Ваалі, головного стовбура Рейну, у Ваудрігемі, а потім тече під назвою Бовен-Мерведе в Хардинксфелд-Гісендам, де поділяється на Ньїве-Мерведе і Бенеден-Мерведе. Поблизу Лаге-Звалюве Ньїве-Мерведе впадає в Амер, утворюючи Голландс-Діп, який поділяється на Ґрефелінґен та Гарінґфліт, перш ніж, нарешті, впасти у Північне море.
Маас перетинають залізничні мости між такими станціями (на лівому та правому берегах відповідно):
- Бельгія:
  - Гасселт (Бельгія) — Маастрихт (Нідерланди)
- Нідерланди:
  - Верт[en] — Рурмонд
  - Блерік[en] — Венло
  - Как[en] — Мок-Моленгук
  - Рафенстейн[en] — Віхен
  - Хертогенбос — Залтбоммел

Є також численні автомобільні мости та близько 32 поромних переправ.
Маас є судноплавною до верхів'їв: у Нідерландах і Бельгії річка є частиною основної інфраструктури внутрішнього судноплавства, що сполучає портові райони Роттердам-Амстердам-Антверпен з промисловими районами вгору за течією — Хертогенбос, Венло, Маастрихт, Льєж, Намюр. Між Маастрихтом і Маасбрахтом несудохідну ділянку Маасу оминає 36-кілометровий Юліана-канал. На південь від Намюру, вище за течією, річка може перевозити лише скромніші судна, хоча баржа 100 м завдовжки ще може дістатися до французького прикордонного міста Живе.
Живлення переважне дощове, а також снігове. Середня витрата води в нижній течії 230 м³/с.
Річка судноплавна до верхів'їв, сполучена каналами з такими річками, як Шельда, Сена, Рейн і інші. Вище за місто Седан шлюзована. Протягом значної частини нижньої течії рівень води розташований вище прилеглої низовинної рівнини, тому для запобігання повеням русло Мааса обмежене греблями.

## Басейн річки

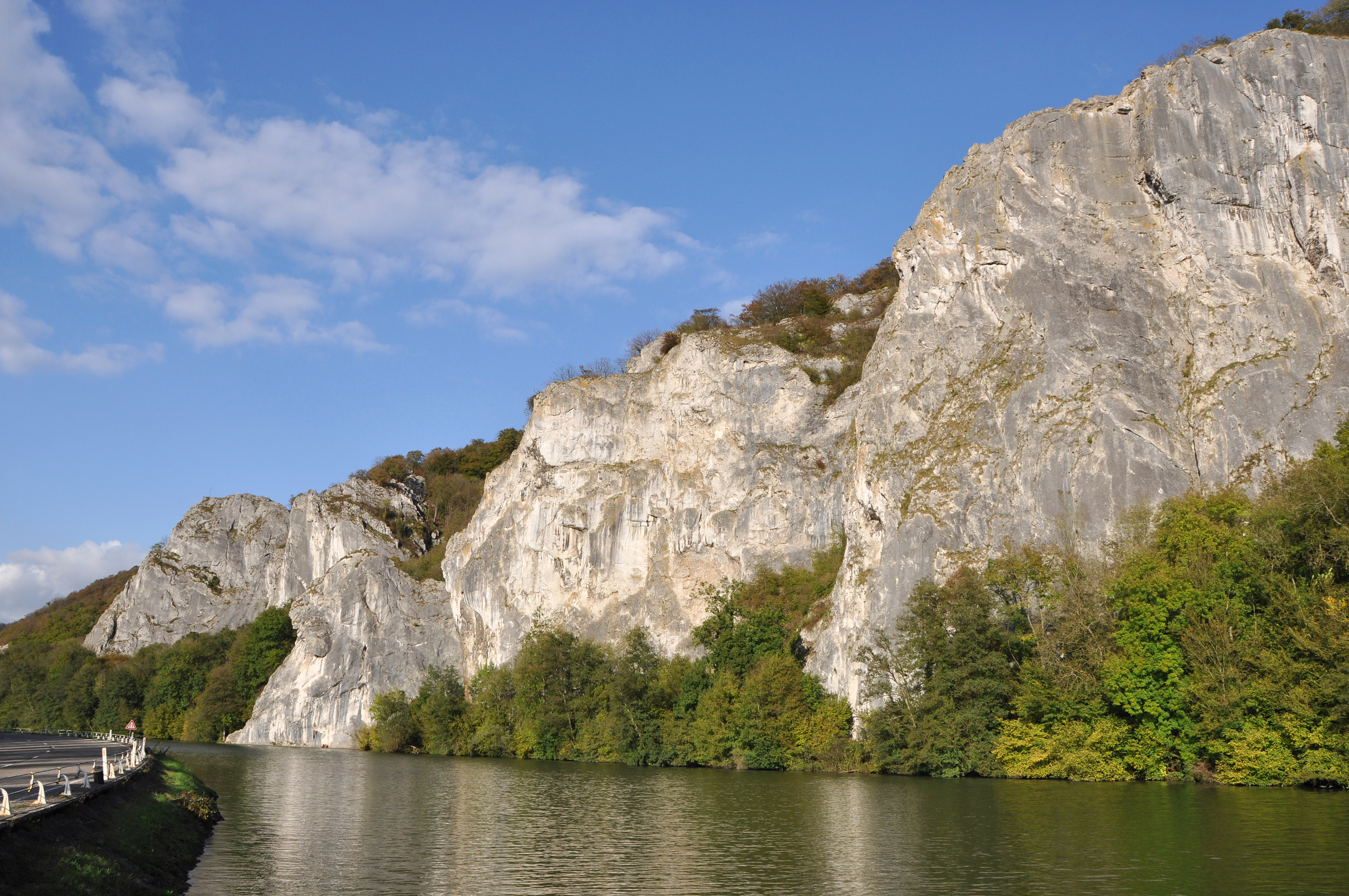
Маас і Фреєрські скелі навпроти замку Фреєр на південь від Дінана

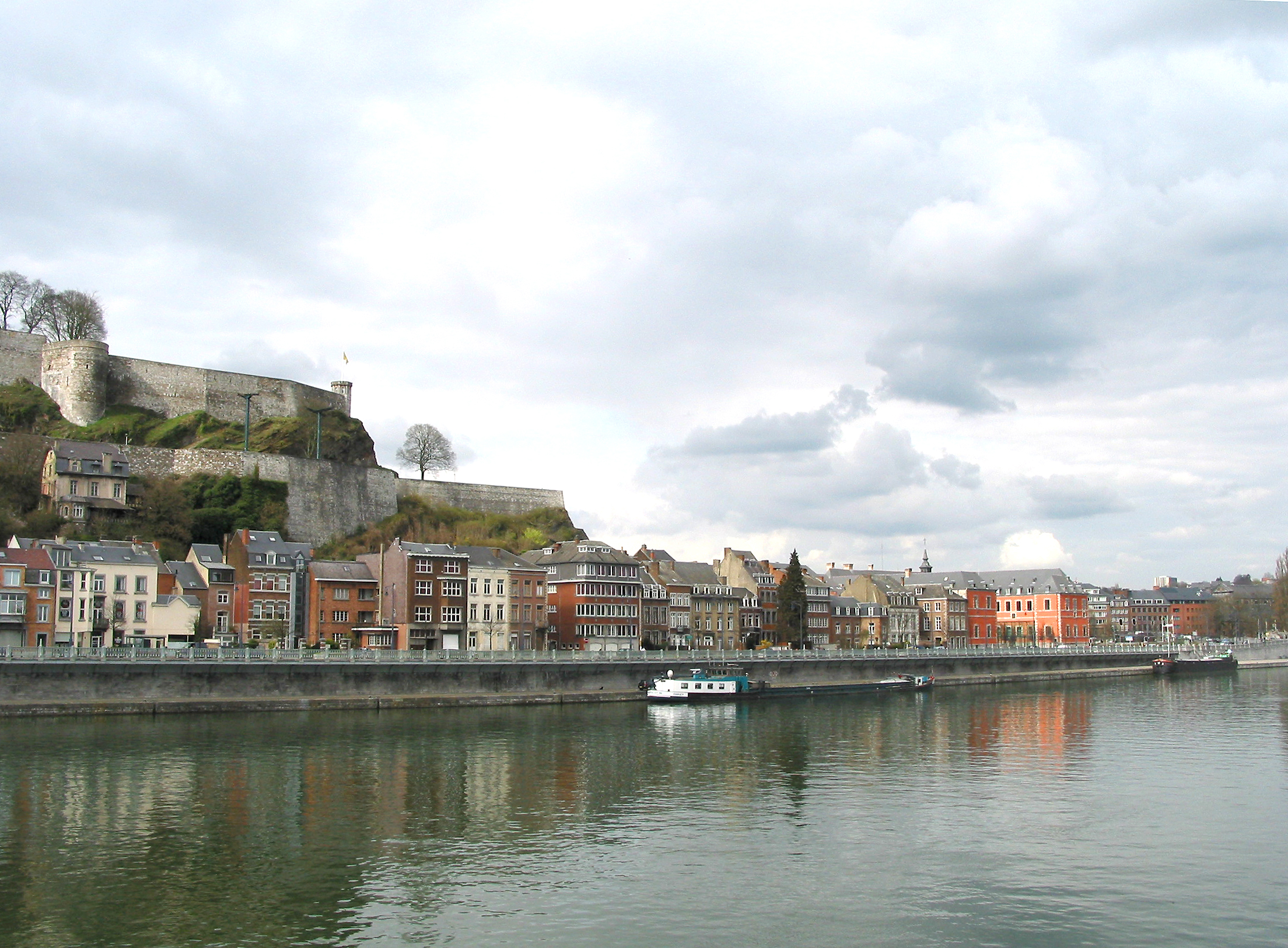
Маас в Намюрі, столиці бельгійської Валлонії

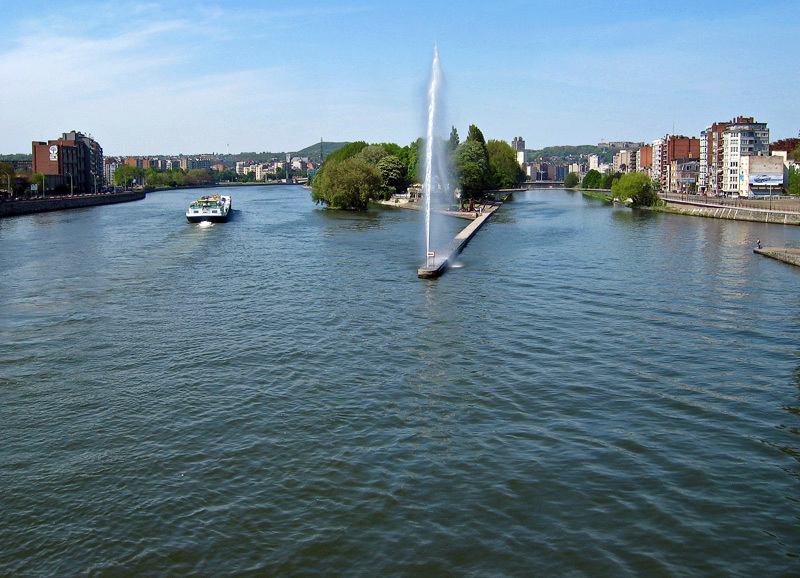
Маас в Льєжі, третій річковий порт Європи

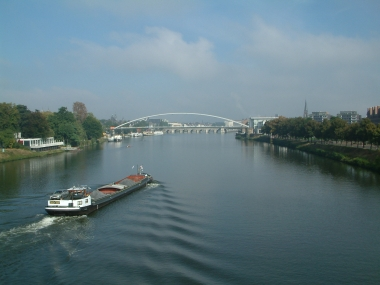
Маас в Маастрихті

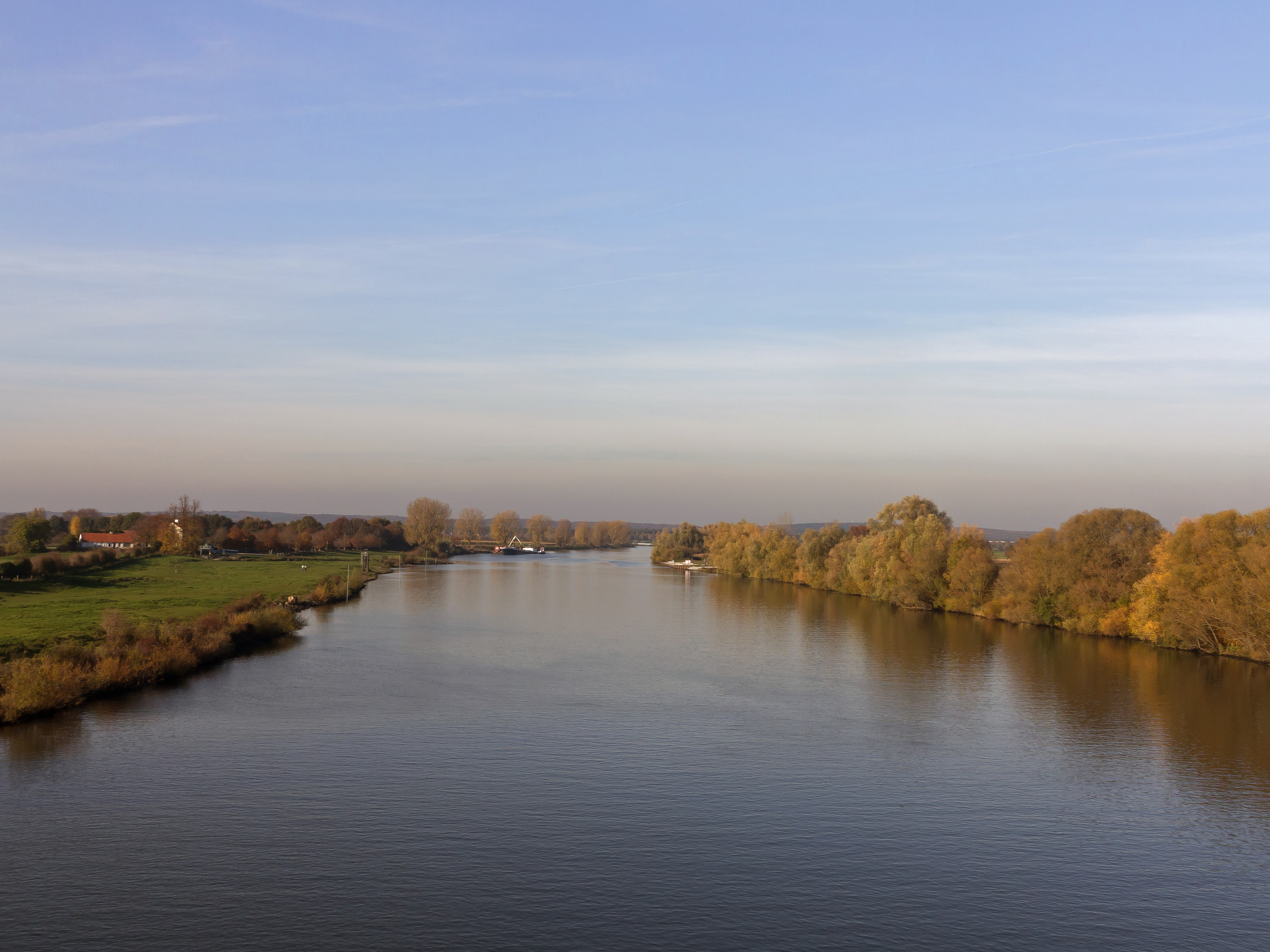
Маас неподалік Ґеннепа

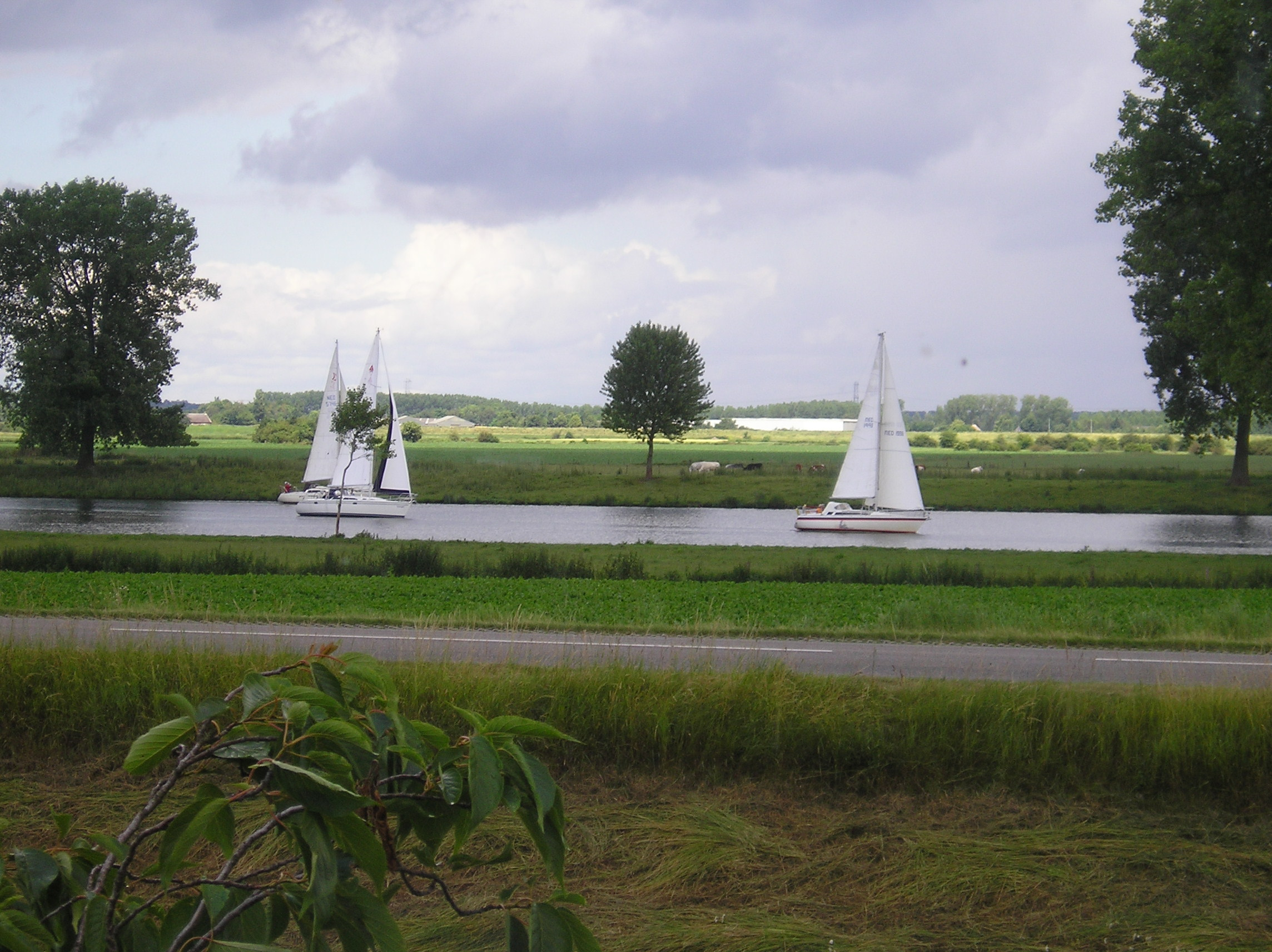
Маас біля Граве

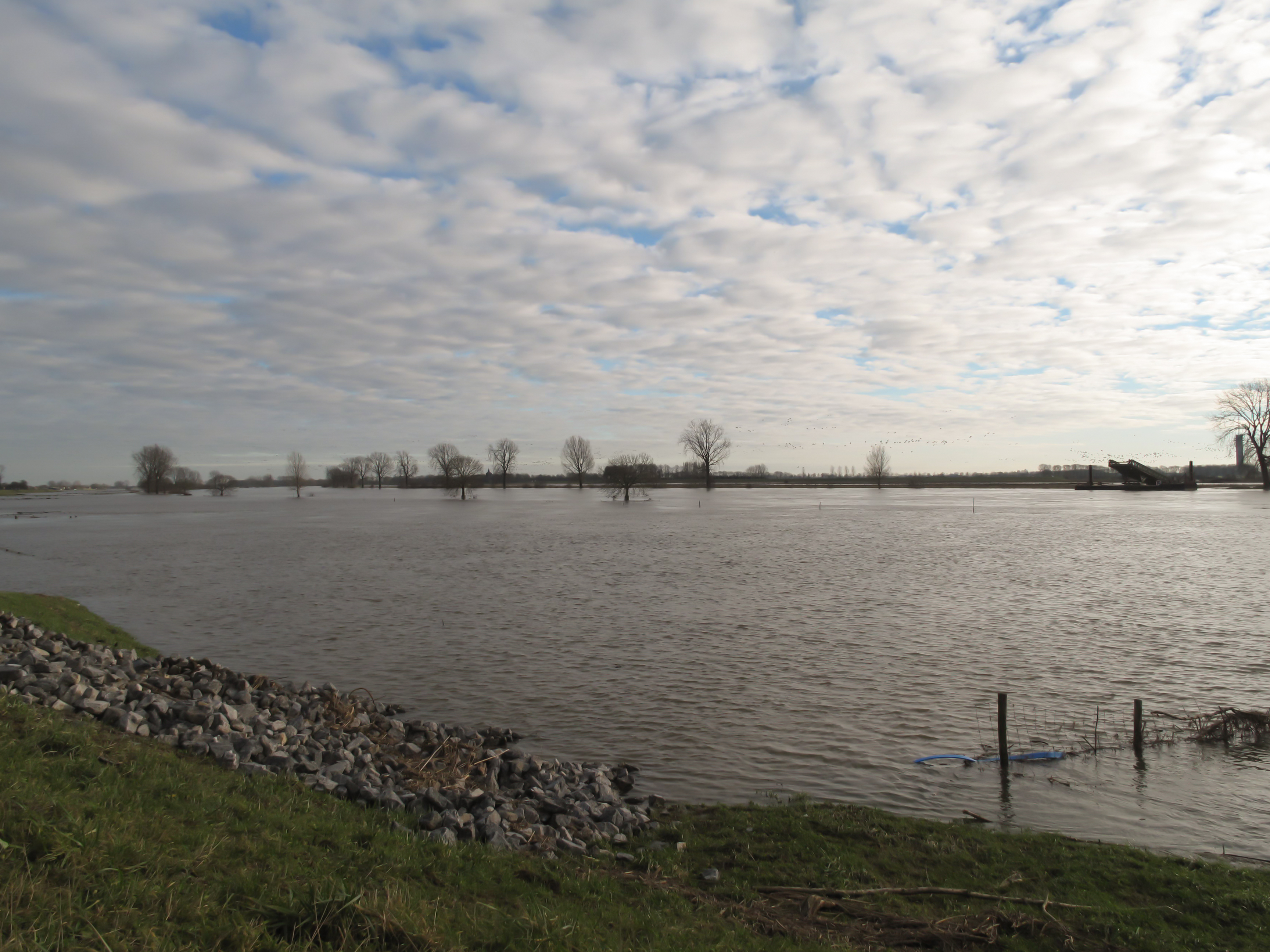
Маас поблизу Аппелтерна

2002 року в бельгійському Генті було підписано міжнародну угоду щодо управління річкою між Францією, Німеччиною, Люксембургом, Нідерландами і Бельгією. В угоді також брали участь бельгійські регіональні уряди Фландрії, Валлонії та Брюсселя (останній не знаходиться в басейні Маасу, але зливає каналізаційні води в Маас).
Більшість площі басейну (бл. 36 000 км²) перебуває у Валлонії (12 000 км²), яку слідують Франція (9 000 км²), Нідерланди (8 000 км²), Німеччина (2 000 км²), Фландрія (2 000 км²) і Люксембург (кілька км²).
Міжнародна комісія з Маасу несе відповідальність за виконання договору.
Витрати цієї комісії покриваються всіма цими країнами пропорційно їхній власній території в басейні Мааса: Нідерланди 30 %, Валлонія 30 %, Франція 15 %, Німеччина 14,5 %, Фландрія 5 %, Брюссель 4,5 %, Королівство Бельгії 0,5 % та Люксембург 0,5 %.
До тексту договору було приєднано карту басейну річки Маас.
Стосовно культури, долина річки Маас стала джерелом мистецтва Мааська школи (Валлонія і Франція).
Першим пейзажем, написаним за доби Відродження, був краєвид Маасу Йоахіма Патініра. Ймовірно, він був дядьком фламандського митця Геррі мет-де-Блес, якого іноді визначають мосанським художником-пейзажистом, творивший у другій третині 16 століття (друге покоління пейзажистів).

### Притоки
Основні притоки Маасу перераховані нижче за течією вгору, з містом, де притока впадає в річку:
- Дізе (біля Хертогенбосу )
  - Аа (у Хертогенбосі )
  - Біннендізе (у Хертогенбосі )
  - Доммел (у Хертогенбосі )
    - Ґендер (у Граве )
- Раам (у Граве )
- Нірс (у Геннепі )
- Свалм (у Свалмені )
- Рур (у Рурмонді )
  - Вурм (у Гайнсбергу )
  - Мерцбах (у Лінніху )
  - Інде (у Юліху )
- Гелеенбеек (біля Маасбрахту )
- Гоол (біля Меерссену )
- Geer/Jeker (в Маастрихті )
- Фур (в Ейсдені )
- Бервін (біля Мулінгену, муніципалітет Вурену )
- Урт (в Льєжі )
  - Весдр (біля Льєжу )
  - Амблев (у Комблен-о-Поні )
    - Салм (у Труа-Поні )
    - Варс (біля Мальмеді )
- Ою (в Юї )
- Меень (у Ванзі )
- Самбр (у Намюрі )
- Ую (у Намюрі )
- Бок (в Івуарі )
- Моліньї (в Ане )
- Лес (в Ансеремі, муніципалітет Дінану)
- Віруа (у Віре-Молені )
- Фо (в Ревені )
- Семва (у Монтерме )
- Сормон (у Варку )
- Бар (біля Дом-ле-Меній )
- Ш'єр (у Базей )
  - Отен (у Монмеді )
- Вер (в Максе-сюр-Мезі )
- Музон (у Нефшато )
- Сонель (у Куссе )

### Відгалуження

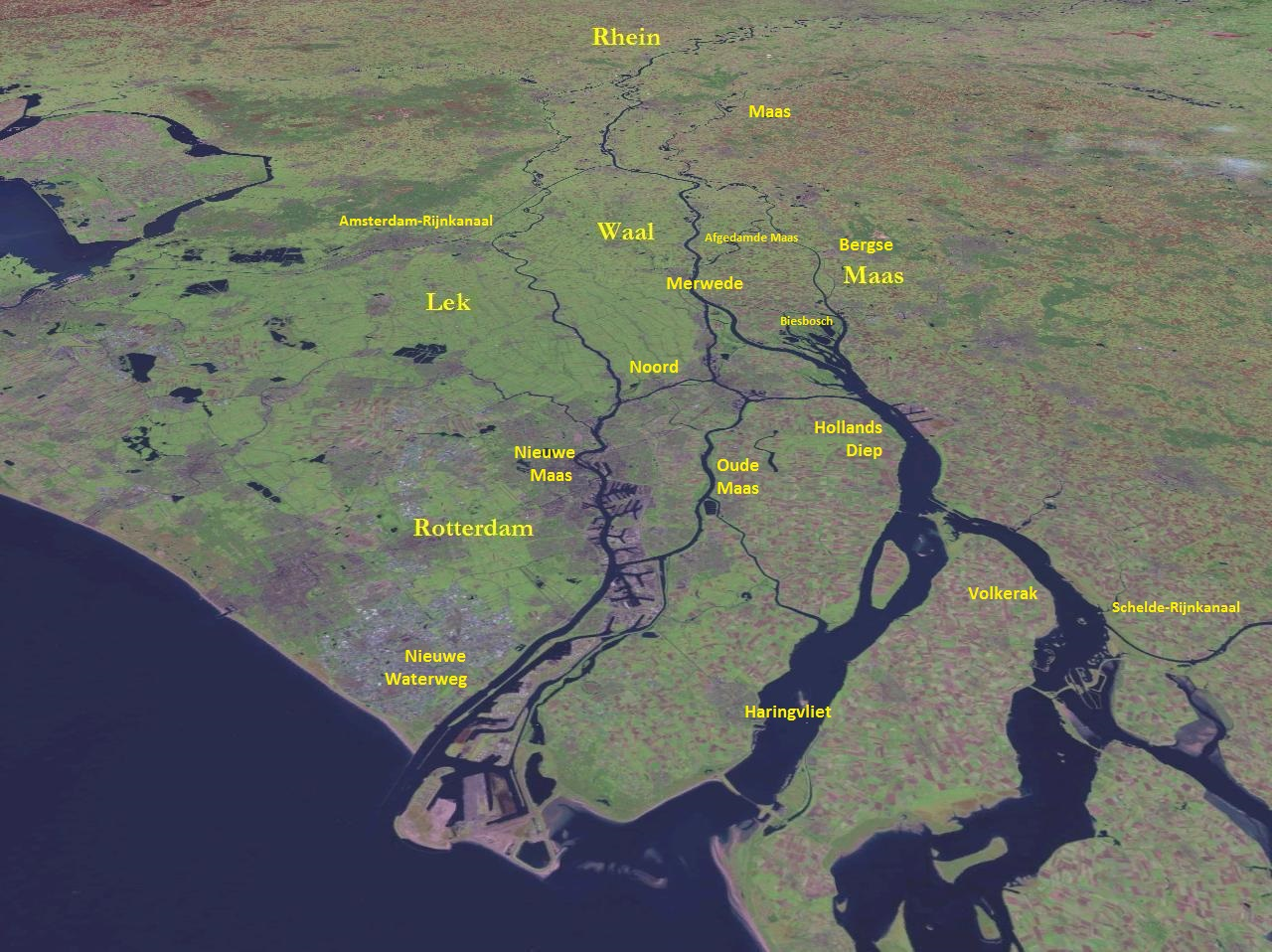
Нижня частина дельти Рейну-Маасу

Середньорічна швидкість стоку Мааса була відносно сталою протягом кількох останніх тисяч років. За оцінками одного недавнього дослідження, середній стік збільшився приблизно на 10 % з 2000 до н. е. Гідрологічний розподіл Маасу змінився в пізньому середньовіччі, коли сильна повінь змістила основне русло на північ, у бік річки Мерведе. Відтоді кілька ділянок первісного Мерведе було перейменовано на «Маас», ставши слугувати основним стоком головної річки. Ці гілки наразі знані як Ньїве-Маас («Новий Маас») й Ауде-Маас («Старий Маас»).
Однак під час чергової низки сильних повеней Маас знайшов додатковий шлях до моря, внаслідок чого утворилися водно-болотні угіддя Бісбос та естуарії Голландс-Діп. Після цього Маас розділився біля Хойсдена на два основні рукави: один тече на північ, приєднуючись до Мерведе, а другий тече у море. Рукав Мааса, що веде прямо до моря, зрештою замулився (і тепер утворює струмок Ауде-Маас'є), але 1904 року було вирито канал Берґсе-Маас, який взяв на себе завдання попереднього замуленого рукава. Водночас рукав, що веде до Мерведе, було перекрито греблею в Хеусдені (і відтоді знаний як Афґедамде-Маас), так що мало води з Маасу потрапляло у власні старі русла або у відгалуження Рейна. Отриманий поділ річок Рейн і Маас вважався найбільшим досягненням нідерландської гідротехніки аж до завершення проєктів дамб «Зейдерзе» і «Дельта». 1970 року було доспоруджено Харінгфлітські шлюзи. Відтоді возз'єднані води Рейну і Мааса досягають Північного моря або в цьому місці, або, під час нижнього стоку Рейну, в Гук-фан-Голланд.
У дослідженні 2008 року зазначається, що різниця між обсягами літнього і зимового стоків значно збільшилася за останні 100—200 років. У ньому вказується, що частота серйозних повеней (тобто потоки > 1000 % від норми) помітно зросла. Вчені передбачають, що зимова повінь Мааса може стати повторюваною проблемою протягом найближчих десятиліть.

## Прирічкові поселення
Маас протікає через наступні департаменти Франції, провінції Бельгії, провінції Нідерландів та міста:
- Верхня Марна
- Вогези: Нефшато
- Мез: Коммерсі, Сен-Мієль, Верден, Стене
- Арденни: Седан, Шарлевіль-Мезьєр, Живе
- Намюр: Дінан, Намюр
- Льєж: Юї, Льєж, Візе
- Лімбурґ: Ейсден[en], Маастрихт, Стейн[en], Маасбрахт[en], Рурмонд, Венло, Геннеп
- Лімбург: Маасейк (між Стейном і Маасбрахтом)
- Північний Брабант: Боксмеер, Как[en], Граве, Равенстейн, Літ, Хесден[en], Аалбург[en], Ваудріхем[en]
- Гелдерланд: Маасдріл
- Південна Голландія: Дордрехт, Маасслюйс, Роттердам

## Згадування в патріотичних піснях
Маас згадується в першій строфі старого національного гімну Німеччини — Deutschlandlied («Пісня Німеччини»). Однак з дня його повторного прийняття як державний гімн 1952 року тільки третя строфа Deutschlandlied виконувалася як національний гімн Німеччини, а першу і другу строфи було опущено. Це утвердилося після возз'єднання Німеччини 1991 року, коли лише третю строфу було визначено як офіційний гімн. У текстах, написаних 1841 року, описується тодішня розрізнена Німеччина з річкою Маас як її західний кордон, коли король Віллем I Нідерландський приєднався до Німецького союзу зі своїм герцогством Лімбурґ 1839 року. Хоча землі герцогства офіційно стали невіддільною частиною Нідерландів за Лондонською угодою 1867 року, текстовий уривок залишився незмінним, коли Deutschlandlied було оголошено державним гімном Веймарської республіки 1922 року.
Маас також є присутнім у назві французької патріотичної пісні «Полк Самбру-і-Маасу» (фр. Le Régiment de Sambre-et-Meuse), написаній після поразки французів у франко-прусській війні 1870 року та бувша популярною піснею наприкінці XIX століття й у XX столітті.